# 美麗尖柱螺
美麗尖柱螺（学名：Papustyla pulcherrima），又名綠巴布亞樹蝸或翠綠蝸牛，是巴布亞新畿內亞馬努斯島特有的一種大型樹生蝸牛。牠們棲息在樹上，居住在高達海拔112米的地方。
美麗尖柱螺翠綠色的殼經常會被採集為珠寶。由於過度捕獵，令牠們的數量大幅減少。牠們已受到《瀕危野生動植物種國際貿易公約》的保護，且被列在世界自然保護聯盟紅色名錄內。

## 外部連結
- 維基物種上的相關：美麗尖柱螺